# Stedtlingen
Stedtlingen ist ein Dorf mit 507 Einwohnern in der thüringischen Rhön und gehört als Ortsteil zur Einheitsgemeinde Rhönblick im Landkreis Schmalkalden-Meiningen.

## Lage
Das Dorf liegt südlich des Herpftales in der thüringischen Rhön, knapp 2,5 bis 3 Kilometer von der Landesgrenze  Bayerns entfernt; auf ca. 385 m ü. NN am Südhang des 538 m hohen Kirschbergs. Südlich und westlich des Ortes befindet sich das Quellgebiet der Sülze, sowie das Naturschutzgebiet Bischofswaldung mit Stedtlinger Moor.

## Geschichte
Stedtlingen tauchte erstmals 1182 in einer Schenkungsurkunde unter dem Namen „Stetilingin“ auf. Graf Poppo von Henneberg verschenkte Land an die Nonnen des Klosters Veßra. Im August 2007 beging man deswegen die 825-Jahr-Feier. Seit dem Mittelalter gehörte das Dorf abwechselnd zu den Ämtern Henneberg, Hutsberg, Maßfeld und Meiningen.
Während des Dreißigjährigen Krieges verzeichnete die Gemeinde einen drastischen Rückgang der Bevölkerung (1634: 92 Familien; 1649: 8 Familien).

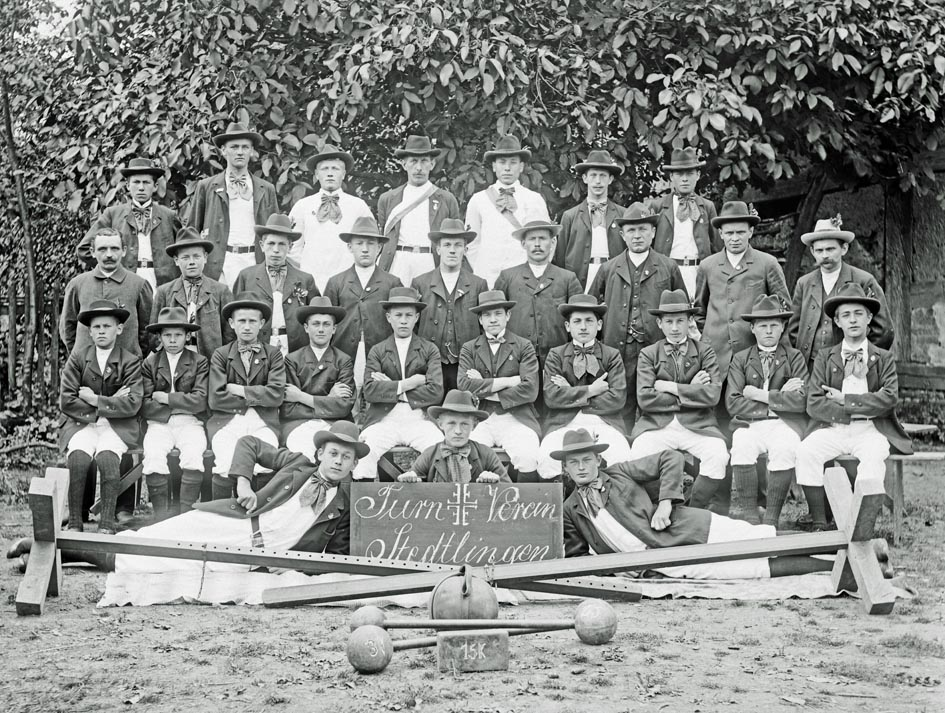
Der Turnverein Stedtlingens fotografiert von Anton Tretter

1756/57 erhielt die Kirche ihre Orgel aus der Werkstatt Johann Caspar Beck aus Herrenbreitungen. Ruppers gehörte als Besitz der Herren von Stein bis 1803 zur Reichsritterschaft.
Nach dem Zweiten Weltkrieg lag die Gemeinde in der Nähe der Demarkationslinie zwischen der sowjetischen Besatzungszone und Westdeutschland. Der Ortsteil Ruppers und die Nachbargemeinde Schmerbach wurden durch die DDR-Grenztruppen geräumt und eingeebnet. 1966/67 wurde in der Ortschaft ein Kompaniegebäude für die Soldaten der Grenztruppen errichtet.
Bilder aus dem Bundesarchiv aus dem Jahr 1952

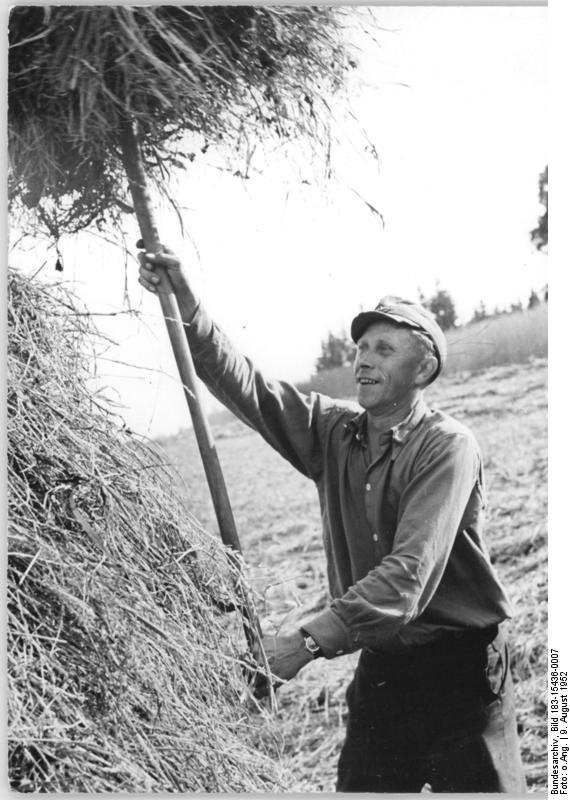
Stedtlingen, Heuernte
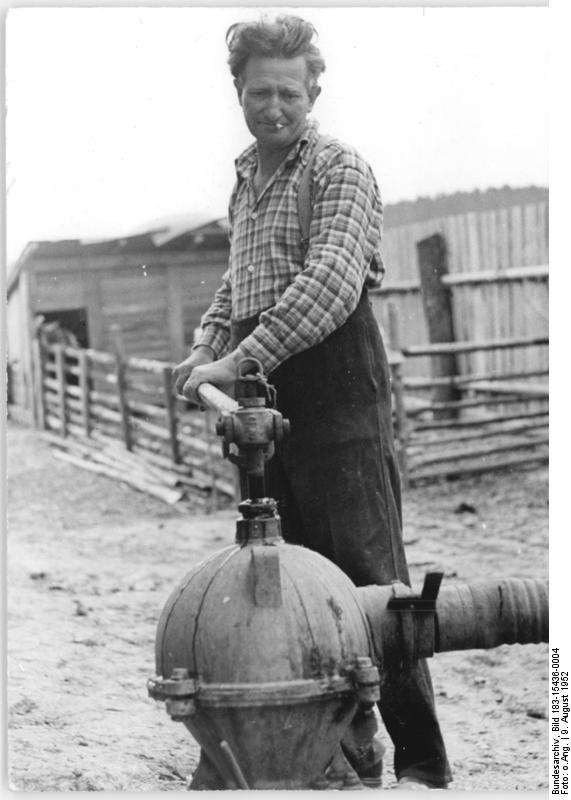
Stedtlingen, Bauer bei der Arbeit
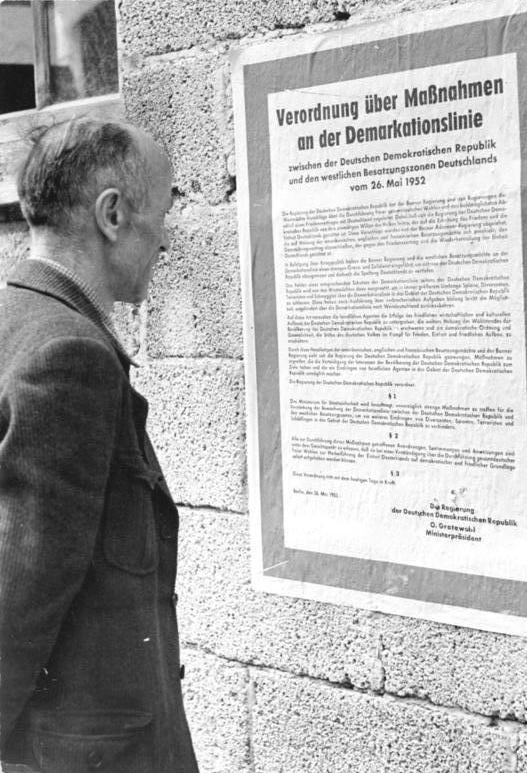
Bauern aus Stedtlingen spenden für das NAW

Auf Initiative der örtlichen Bevölkerung wurde am 17. Dezember 1989 eine Grenzübergangsstelle zur westdeutschen Nachbargemeinde Willmars eingerichtet. Die deutsche Wiedervereinigung feierten die Stedtlinger mit einem festlichen Umzug nach Westen.
Ab 1992 entstand am Südhang des Kirschberges ein neues Wohngebiet. In diesem Zusammenhang kam es zum Neubau des Kindergartens „Kirschblüte“ und der „Dorfscheune“.
Durch Verordnung vom 1. August 1996 des Innenministers des Landes Thüringen wurde Stedtlingen Bestandteil der neu gebildeten Gemeinde Rhönblick und verlor somit seine politische Unabhängigkeit.

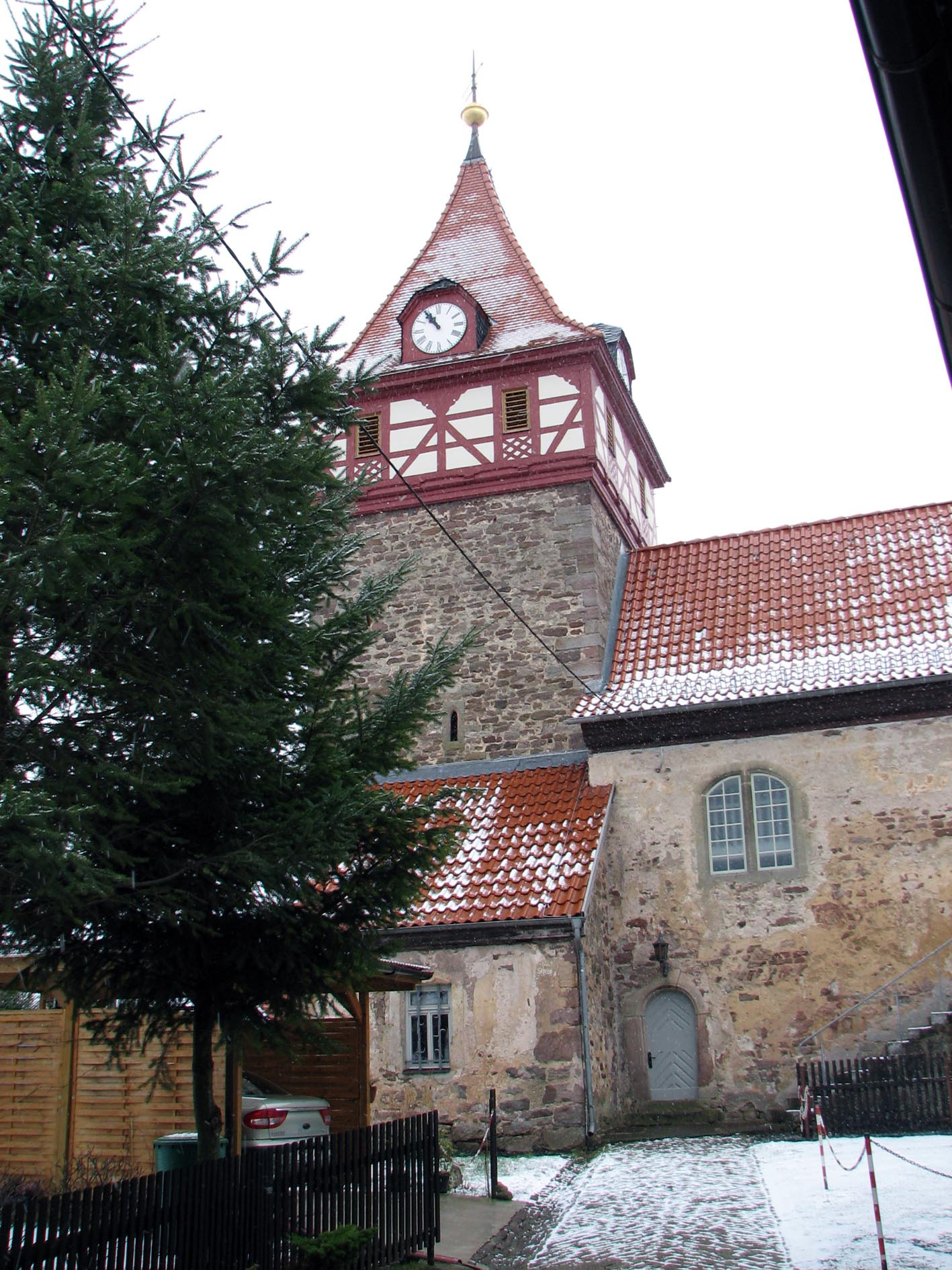
Die Stedtlinger Kirche

## Sehenswürdigkeiten
- Das Dorf hat eine besonders sehenswerte Kirche, die um 1250 erbaut wurde. Sie wurde in den Jahren 1619 und 1701 erweitert. Markant ist der viereckige Kirchturm mit regional typischem Fachwerk und einem auffälligen Spitzdach. Auch von Interesse ist die Barock-Orgel, die 1756 in der Werkstatt von Johann Caspar Beck in Herrenbreitungen erbaut wurde. In den Jahren 2002–2012 wurde die Kirche, samt Inneneinrichtung und Orgel, für rund 300.000 € umfassend restauriert. Die Ausmalung innen wurde im Jahr 2007 abgeschlossen. Das Dach und der Turm wurden bis 2005 vollständig saniert. Für diese Zeit wurde, zur Aufbringung der erforderlichen Eigenmittel, der „Förderverein zur Erhaltung der Kirche in Stedtlingen e. V.“ gegründet. Nach Erfüllung seines Zweckes wurde der Verein 2012 aufgelöst.[6][7][8]
- Zum Abschluss der Restaurierung wurde auch ein neuer Altar aus Holz geschaffen. Dieser wurde im April 2012 eingeweiht. Er greift die Kastenform des Ursprungsaltars auf und entwickelt sie weiter zu einer Gestaltung aus Reliefs und großen Holzflächen. Bekrönt wird der Altarkasten von der Kreuzigungsgruppe. Die Jesusfigur wurde mit Holz vom Reinhardtsberg direkt oberhalb Stedtlingens gefertigt. Sie wird flankiert von den beiden Verbrechern, die neben Jesus gekreuzigt wurden und nun die Kerzen tragen, deren Licht symbolisch, auf Jesus, den von Gott Auserwählten hinweist. Der Altar als Kunstwerk und liturgischer Gegenstand strebt nach einer funktionalen und ästhetischen Entsprechung zu seiner Umgebung (das Gebäude, der Naturraum, die Menschen).[9]

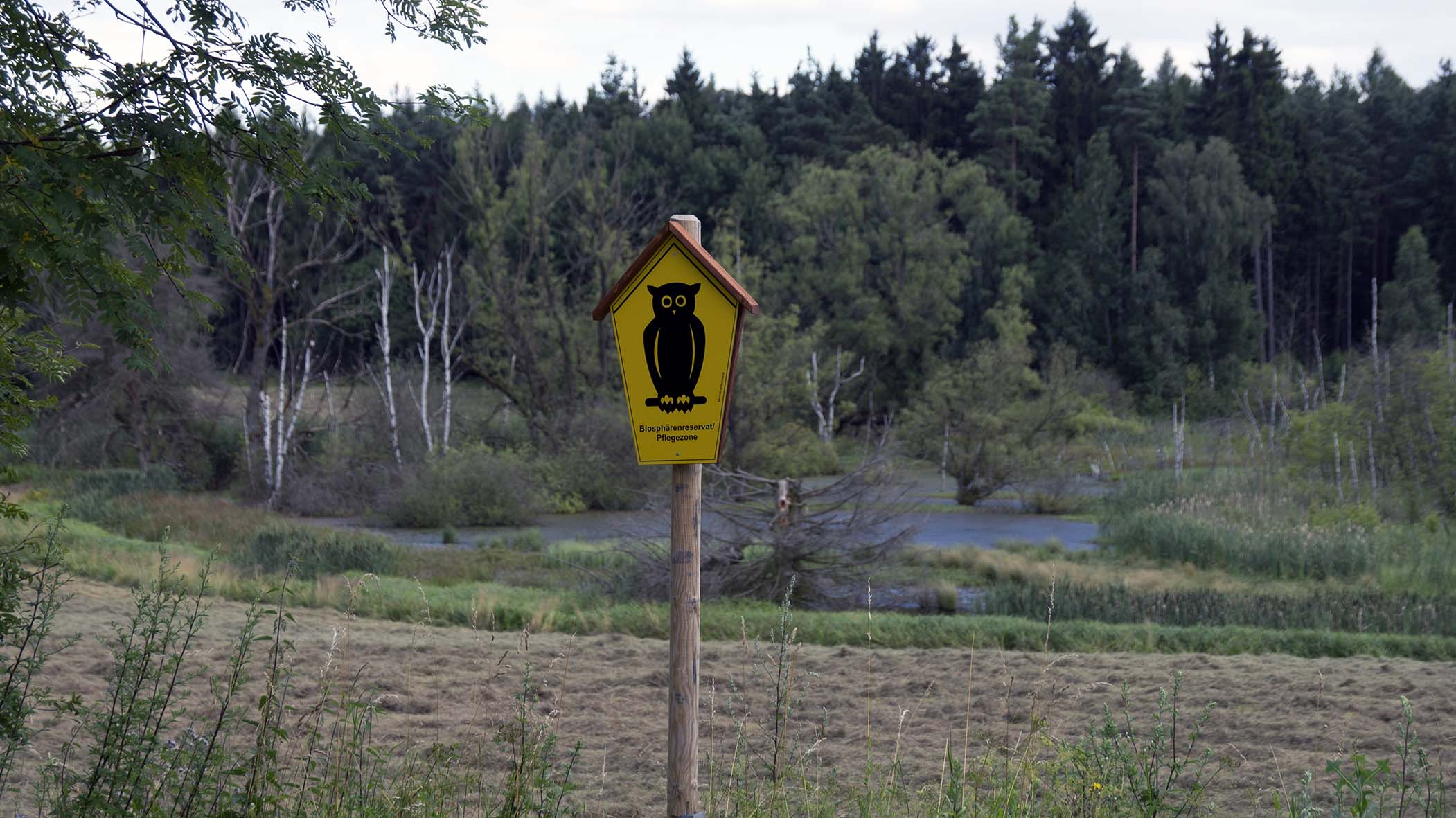
Das Stedtlinger Moor

- Das Naturschutzgebiet Stedtlinger Moor befindet sich südwestlich der Gemeinde. Es wurde 1990 in das Biosphärenreservat Rhön aufgenommen – als eines der letzten Gesetze (GBl. DDR 1990, SDr. 1476; PDF; 46 kB) der DDR-Volkskammer. Benachbart liegt das Petersee-Moor, benannt nach einer historischen Peterskirche (eine frühe Missionskirche), die um 750 zerstört worden sein soll.
- Etwas weiter entfernt (Luftlinie ca. 4 km) liegt auf dem Hutsberg die Ruine der Hutsburg, die nur auf einem etwas anspruchsvollem Wanderweg zu erreichen ist.

## Persönlichkeiten
- Diez, Erhard (1910–), Heimatforscher und Autor